# 에란 자하비
에란 자하비(히브리어: ערן זהבי, 1987년 7월 25일 ~ )는 이스라엘의 축구 선수로 현재 마카비 텔아비브에서 공격형 미드필더로 활약 중이며 이스라엘 대표팀 역대 국제 A매치 최다 득점자이다.

## 클럽 경력

### 하포엘 텔아비브
2006년 하포엘 텔아비브 1군팀 입단을 통해 프로에 정식 데뷔했고 그 후 2006-07 시즌부터 2시즌동안 자국의 2부 리그인 리가 레우밋의 하포엘 니르 라마트하샤론으로 임대 이적하여 50경기 12골을 터뜨린 뒤 2008-09 시즌을 앞두고 원 소속팀인 하포엘 텔아비브로 복귀하여 2010-11 시즌까지 3시즌동안 공식전 147경기 42골을 터뜨리며 2008-09 시즌 리그 준우승, 2009-10 시즌 더블 달성(리그 우승, 이스라엘 스테이트컵 우승), 2010-11 시즌 리그 준우승과 이스라엘 스테이트컵 2연패 달성에 이바지했으며 2010-11 시즌에는 리그 어시스트상까지 수상했다.

### 팔레르모 FC
자국에서의 활약에 힘입어 2011-12 시즌을 앞두고 이탈리아 세리에 A의 팔레르모 FC와 입단 계약을 체결했으나 2012-13 시즌 겨울 이적 시장 전까지 공식전 26경기 2골의 초라한 성적에 머물렀고 결국 2012-13 시즌 겨울 이적 시장에서 마카비 텔아비브 이적을 통해 고국으로 복귀했다.

### 마카비 텔아비브 1기
고국으로 복귀한 이후 2015-16 시즌까지 공식전 168경기 127골의 무시무시한 활약을 펼치며 리그 3연패(2012-13, 2013-14,2014-15), 2014-15 시즌 토토컵 우승, 2015년 이스라엘 슈퍼컵 준우승, 2015-16 시즌 리그 준우승, 2014-15 시즌 이스라엘 스테이트컵 우승, 2015-16 시즌 이스라엘 스테이트컵 준우승에 공헌했고 리그 3회 연속 득점상(2013-14, 2014-15, 2015-16)과 2번의 이스라엘 올해의 선수에 선정되는 영예를 안았으며 2015-16년 UEFA 챔피언스리그에서도 팀의 주장으로 11경기 8골을 터뜨리며 최고의 시즌을 보냈다.
그러나 2014년 11월 3일 열린 친정팀인 하포엘 텔아비브와의 리그 텔아비브 더비에서 득점을 기록한 뒤 갑자기 난입한 하포엘 텔아비브 팬에 갑자기 공격을 당하는 사건이 발생했고 이에 자신을 향해 공격하는 관중과 물리적으로 맞대응하다가 레드카드를 받고 퇴장당하는 상황까지 발생하자 이에 분노한 마카비 텔아비브의 관중들과 하포엘 텔아비브의 관중들이 난투극까지 벌이면서 해당 경기는 결국 취소되고 말았다.

### 광저우 시티
2016 시즌을 앞두고 중국 슈퍼리그의 광저우 시티로 이적하며 처음으로 아시아 리그 무대를 밟은 후 2020 시즌까지 공식전 117경기 103골의 폭발적인 득점력을 과시하며 2번의 중국 FA컵 4강 진출(2016, 2018)이라는 광저우 시티 구단 역사상 컵대회 최고 성적을 이끌었다.
또한 중국 슈퍼리그 2017에서는 30경기 27골을 폭격하며 리그 득점왕을 차지했고 중국 슈퍼리그 2018에서도 26경기 20골을 터뜨리며 득점 랭킹 3위에 올랐으며 중국 슈퍼리그 2019에서도 32세의 고령의 나이에도 불구하고 28경기 29골의 화끈한 공격력을 바탕으로 2년만에 리그 득점왕 타이틀을 거머쥐었다.

### PSV 에인트호번
2020년 9월 20일 광저우 시티를 떠나 네덜란드 에레디비시의 명문 PSV 에인트호번으로의 이적이 확정되며 유럽 무대에 다시 도전장을 내민 뒤 2시즌동안 공식전 79경기 37골의 준수한 활약을 선보이며 에레디비시 2회 연속 준우승(2020-21, 2021-22), 요한 크라위프 스할 2021 우승, 2021-22 시즌 KNVB 베커르 우승, 2021-22년 UEFA 유로파컨퍼런스리그 8강 진출 등을 이끌었고 2022년 3월에는 에레디비시 이달의 선수에 선정되기도 하는 등 유럽 무대에 성공적으로 안착했다.

### 마카비 텔아비브 2기
2022-23 시즌을 앞두고 친정팀인 마카비 텔아비브로 복귀하여 복귀 첫 시즌 공식전 41경기 26골을 터뜨리며 리그 3위와 이스라엘 스테이트컵 4강 진출의 성적을 이끌었고 더군다나 2022-23 시즌 리그에서 32경기 20골로 득점 랭킹 2위에 오르며 노익장을 과시하는 등 현재까지도 마카비 텔아비브의 핵심 공격형 미드필더로 꾸준한 활약을 이어나가고 있다.

## 국가대표팀 경력

### 이스라엘 A대표팀
2010년 9월 2일 몰타와의 UEFA 유로 2012 예선 F조 1차전에서 국제 A매치 데뷔전을 치렀고 이후 2013년 9월 10일 러시아와의 친선 경기에서 A매치 데뷔골을 신고했다.
그 뒤 UEFA 유로 2020 예선 G조 10경기에서 11골을 터뜨리는 맹활약으로 포르투갈의 크리스티아누 호날두와 함께 득점 랭킹 공동 2위에 오르면서 팀의 플레이오프 진출을 이끌었으며 스코틀랜드와의 플레이오프 1라운드에서도 승부차기까지 끌고 가는 접전을 벌였으나 승부차기에서 3-5로 패하며 사상 첫 유로 대회 본선 진출이자 51년만의 메이저 대회 본선 진출이 좌절되었다.
이후 2022년 FIFA 월드컵 유럽 지역 예선 F조 10경기에서 8골을 터뜨리는 맹활약으로 팀의 조 3위의 성적을 이끌었지만 오스트리아에 2020-21년 UEFA 네이션스리그 B에서의 성적에서 밀리면서 결국 유럽 지역 예선 플레이오프 진출이 좌절되고 말았으며 2022년 9월 15일 라커룸에서 호텔방에 대한 싸움의 여파로 대표팀에서 은퇴했다가 대표팀에 다시 복귀했다.
그리고 UEFA 유로 2024 예선 I조 4경기가 남은 시점에서 루마니아와 스위스에 이어 3위를 달리면서 본선 자력 진출이 가능하던 상황에 2023년 10월 7일 터진 이스라엘-하마스 전쟁의 여파로 결국 3경기 1무 2패의 처참한 성적을 거두며 본선 직행 대신 플레이오프 진출에 만족해야만 했다.

## 대회 성적

### 클럽
하포엘 텔아비브
- 리갓 하알 : 우승 (2009-10), 준우승 (2008-09, 2010-11)
- 이스라엘 스테이트컵 : 우승 (2009-10, 2010-11)

마카비 텔아비브
- 리갓 하알 : 우승 (2012-13, 2013-14, 2014-15), 준우승 (2015-16), 3위 (2022-23)
- 이스라엘 스테이트컵 : 우승 (2014-15), 준우승 (2015-16), 4강 (2022-23)
- 토토컵 리갓 하알 : 우승 (2014-15)
- 이스라엘 슈퍼컵 : 준우승 (2015)

 광저우 시티
- 중국 FA컵 : 4강 (2016, 2018)

 PSV 에인트호번
- 에레디비시 : 준우승 (2020-21, 2021-22)
- KNVB 베커르 : 우승 (2021-22)
- 요한 크라위프 스할 : 우승 (2021)

### 개인 수상
- 리갓 하알 어시스트상 : 2010-11
- 이스라엘 올해의 선수 : 2013-14, 2014-15
- 리갓 하알 득점상 : 2013-14 (29골), 2014-15 (27골), 2015-16 (35골)
- 중국 슈퍼리그 올해의 선수 : 2017
- 중국 슈퍼리그 득점상 : 2017 (27골), 2019 (29골)
- 중국 슈퍼리그 올해의 팀 : 2017, 2019
- 에레디비시 이달의 선수 : 2022년 3월